# 上海公交新临专线
新临专线是上海市一条连接新场地铁站至南汇新城的公交线路。线路的走向和终点站多次变化。

## 历史
2009年9月1日，南汇大众新辟龙港快线（地面高速），经过S2沪芦高速公路，大叶公路等路段，起始站为（龙阳路地铁站 - 古棕路沪城环路）。
2010年3月16日，配合共享区公交枢纽投入使用，龙港快线（地面高速）终点站调整至沪城环路共享区。
2010年10月1日，终点站调整至滴水湖。
2012年9月15日，调整走向，改经S20外环高速，申江南路后循原线。
2020年8月9日，浦东南汇龙港快线（龙阳路地铁站 - 沪城环路共享区）缩线行驶并更名为新临专线（航三路申江南路 - 上元路沪城环路）。
2022年1月1日，浦东南汇三分公司所有线路划入临港公交，含新临专线。

## 路线基本资料

### 线路走向
- 上行：自上元路起经沪城环路、橄榄路、顺翔路、江山路、芦云路、渔港路、南芦公路、东大公路、六奉公路、沪南公路、申江南路止。
- 下行：自申江南路起经沪南公路、六奉公路、东大公路、南芦公路、渔港路、芦云路、江山路、顺翔路、橄榄路、沪城环路、上元路止。

### 服务时间
- 航三路申江南路：06:20-21:10
- 上元路沪城环路：04:30-19:20

### 收费
全程多级票价CNY¥1-9

### 停靠站点
- 上行：上元路沪城环路 - 橄榄路沪城环路 - 橄榄路水华路 - 顺翔路同汇路 - 江山路洋浩路 - 潮和路江山路 - 芦云路潮和路 - 芦云路潮乐路 - 渔港路芦云路 - 南芦公路层林路 - 南芦公路兴隆 - 南芦公路新元南路 - 南芦公路鸿音路 - 南芦公路S2 - 南芦公路马厂 - 南芦公路马五公路 - 南芦公路海关 - 南芦公路董村 - 南芦公路庙西 - 南芦公路川南奉公路 - 南芦公路大团中学 - 南芦公路南团公路 - 南芦公路永春南路 - 南芦公路镇南 -南芦公路马铁厂 - 东大公路南芦公路 - 六奉公路东大公路 - 六奉公路汇技路 - 六奉公路宣桥大街 - 六奉公路宣中支路 - 六奉公路宣黄公路 - 沪南公路六奉公路 - 沪南公路长桥山庄 - 沪南公路S2 -申江南路沪南公路 - 航三路申江南路[5]
- 下行：航三路申江南路 - 沪南公路申江南路 - 沪南公路长桥山庄 - 沪南公路六奉公路 - 六奉公路沪南公路 - 六奉公路宣黄公路 - 六奉公路宣中支路 - 六奉公路宣桥大街 - 六奉公路汇技路 - 六奉公路东大公路 - 南芦公路东大公路 - 南芦公路马铁厂 - 南芦公路镇南 - 南芦公路永春南路 - 南芦公路南团公路 -南芦公路大团中学 - 南芦公路川南奉公路 - 南芦公路庙西 - 南芦公路董村 - 南芦公路海关 - 南芦公路马五公路 - 南芦公路马厂 - 南芦公路S2 - 南芦公路鸿音路 - 南芦公路新元南路 - 南芦公路兴隆 - 南芦公路层林路 - 渔港路芦云路 - 芦云路潮乐路 - 芦云路潮和路 - 江山路潮和路 - 江山路洋浩路 - 顺翔路同汇路 - 橄榄路水华路 - 沪城环路橄榄路 - 上元路沪城环路[6]